# Allodia bipexa
Allodia bipexa är en tvåvingeart som beskrevs av Mitsuhiro Sasakawa och Kunihiro Ishizaki 2003. Allodia bipexa ingår i släktet Allodia och familjen svampmyggor. Inga underarter finns listade i Catalogue of Life.